# Arrondissement di Metz-Città
L'arrondissement di Metz-Città era una suddivisione amministrativa francese, situata nel dipartimento della Mosella e nella regione del Grand Est.
È stato soppresso il 29 dicembre 2014 per confluire nell'arrondissement di Metz.

## Composizione
L'arrondissement divideva la città di Metz in 4 cantoni:
- cantone 1 di Metz-Città
- cantone 2 di Metz-Città
- cantone 3 di Metz-Città
- cantone 4 di Metz-Città